# 스즈키 준야 (1996년 5월)
스즈키 준야(일본어: 鈴木 順也, 1996년 5월 2일~)는 일본의 축구 선수이다.

## 구단 경력
그는 2019년 J3리그의 더스파구사쓰 군마에 입단했다. 2019년 J3리그 준우승으로 J2리그로 승격했다. 2021년 J3리그의 가이나레 돗토리로 이적했다. 2023년까지 92경기에 출전하여, 3득점을 넣었다. 2024년 FC 류큐로 이적했다.